# Bad World Tour
El Bad World Tour fue la primera gira musical en solitario del artista estadounidense Michael Jackson, lanzada en apoyo de su séptimo álbum de estudio, Bad (1987). Patrocinada por Pepsi y por KFC y abarcando más de 1 año y 4 meses, la gira incluyó 123 conciertos a 4,4 millones de aficionados en 15 países, lo que la convierte en la segunda gira de recaudación más alta de la década de 1980. Cuando la gira concluyó recaudó un total de 125,8 millones de dólares, añadiendo dos nuevas entradas en el libro Guinness de los récords para la gira de recaudación más grande de la historia y la gira con la mayor audiencia asistida. En abril de 1989, la gira fue nominada para la “Gira del Año 1988” en la inauguración de los International Rock Awards.
Sólo en los Estados Unidos, donde se realizaron 54 conciertos, la gira tomó el sexto lugar entre las giras más rentables de 1988, recaudando cerca de 20 millones de dólares.
En cada concierto, al menos en Estados Unidos, Jackson reservó 400 boletos para niños pobres. Estas entradas se distribuyeron en hospitales, orfanatos y organizaciones caritativas.

## Antecedentes

### Primera etapa de la gira (1987)
El 29 de junio de 1987, el mánager de Jackson, Frank DiLeo, anunció el plan del cantante para embarcarse en su primera gira de conciertos en solitario. Patrocinada por Pepsi, la gira comenzó en Japón, marcando las primeras actuaciones de Jackson en el país desde 1973 como parte de The Jackson 5. Los primeros nueve conciertos programados que comenzaron el 12 de septiembre se agotaron en cuestión de horas, y cinco más fueron agregados debido a la alta demanda. Más de 600 periodistas, camarógrafos y aficionados esperaron la llegada de Jackson al país en el Aeropuerto Internacional de Haneda de Tokio. Su chimpancé Bubbles, que tomó un vuelo separado, fue recibido por más de 300 personas. Un jumbo jet fletado se utilizó para transportar 22 camiones de equipo, junto con la comitiva de Jackson de 132 para la gira. El escenario utilizó 700 luces, 100 altavoces, 40 láseres, tres espejos y dos pantallas de 24 por 18 pies. Los intérpretes llevaban 70 trajes, cuatro de los cuales estaban conectados con luces de fibra óptica.
Mientras estaba en Tokio, el crítico australiano de música pop Ian “Molly” Meldrum dirigió una entrevista exclusiva a Jackson y DiLeo que apareció en 60 Minutes en los Estados Unidos. El 18 de septiembre, Jackson recibió la Llave de la Ciudad por Yasushi Oshima, el alcalde de Osaka. Fue acompañado por Bubbles, que fue el primer animal permitido dentro del ayuntamiento de la ciudad. Jackson dedicó sus conciertos japoneses a Yoshiaki Hagiwara, un niño de cinco años que fue secuestrado y asesinado, y entregó £12,000 a los padres de Hagiwara. Las cifras de asistencia para las primeras 14 fechas en Japón totalizaron un récord de 450 000. Multitudes de 200 000 eran lo que los artistas pasados pudieron lograr atraer para una sola gira. Nippon Television fue copatrocinadora de Pepsi para las fechas japonesas.
Jackson realizó cinco conciertos en Melbourne, Sídney y Brisbane en Australia en noviembre. Mientras estaba fuera del escenario, pasó un tiempo visitando a niños enfermos en sus casas en los suburbios de Sídney.

### Segunda etapa de la gira  (1988-1989)

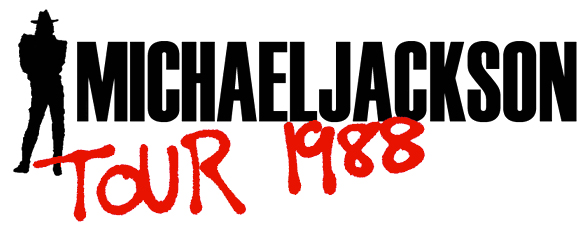
Logotipo de la gira (1988).

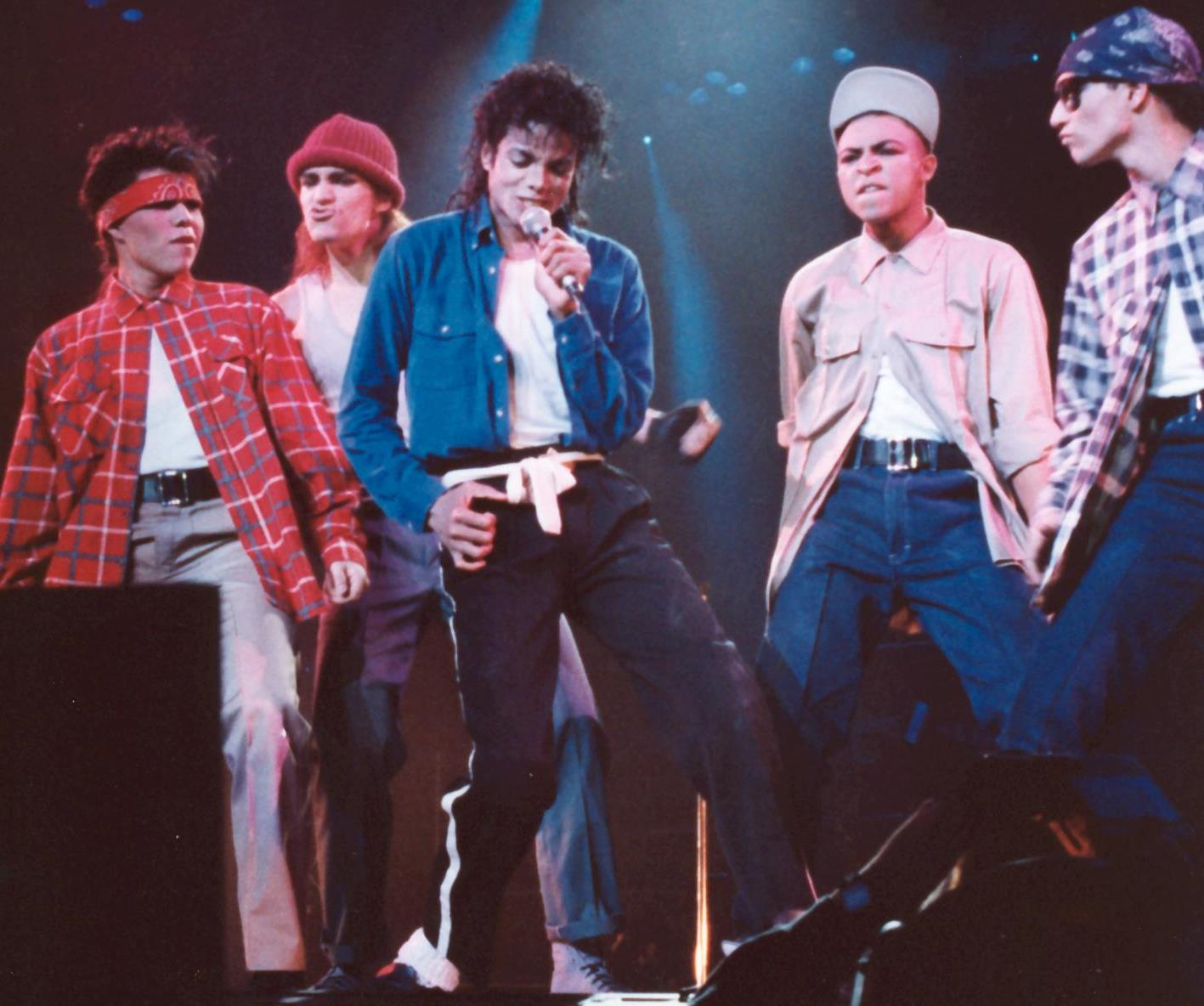
Michael Jackson interpretando The Way You Make Me Feel en 1988.

Los ensayos para la etapa de 1988 de la gira tuvieron lugar en el Pensacola Civic Center en Pensacola, Florida del 22 de enero al 18 de febrero de 1988. Vincent Paterson, que había trabajado con Jackson en varios videos, fue traído para coreografiar y codirigir la gira con él. En el último día de preparación, Jackson permitió a 420 escolares verlo ensayar después de que los niños le hicieron un video musical de rap en su honor. Las primeras actuaciones debían comenzar en Atlanta, pero los funcionarios de Pepsi objetaron que la ciudad fuera el hogar de la compañía rival de bebidas Coca-Cola. Para los dos espectáculos de Atlanta, Jackson dio 100 entradas a la Fundación Children's Wish para niños con enfermedades terminales. El primero de tres conciertos en el Madison Square Garden en Nueva York en marzo sirvió como un beneficio para recaudar $500,000 al United Negro College Fund. Jackson presentó un cheque de $600,000 a la fundación. El 2 de marzo de 1988, Jackson se presentó en la 30.ª edición de los Premios Grammy, recibiendo una enorme ovación de pie después de realizar “The Way You Make Me Feel” y “Man in the Mirror”. El álbum de Jackson, Bad también fue nominado para el Álbum del Año en la ceremonia.
Jackson comenzó su gira europea en Roma en el Estadio Flaminio el 23 de mayo de 1988. La policía y los guardias de seguridad rescataron a cientos de aficionados de ser aplastados en la muchedumbre de 35.000. El hábito de Jackson de sincronización de labios comenzó en esta parte de la gira, pero solo en cuatro canciones del setlist: “Smooth Criminal”, “Bad”, “The Way You Make Me Feel” y “Man in the Mirror”. El 17 de junio, Jackson viajó a la ciudad de Vevey para conocer a Oona O'Neill, la viuda del actor cómico Charlie Chaplin. «He cumplido mi mayor sueño de niñez» dijo Jackson después de la visita. Las fechas europeas más exitosas fueron las de Londres en el Estadio de Wembley. La demanda de boletos para las cinco fechas de julio superó los 1,5 millones, lo suficiente para llenar el lugar de capacidad de 72,000 20 veces. Jackson realizó siete conciertos agotados, superando el récord anterior de Madonna, Bruce Springsteen y Genesis. Más espectáculos podrían haber sido añadidos, pero el lugar había alcanzado su cuota de actuaciones en vivo. El tercer concierto el 16 de julio contó con la presencia de Diana, la princesa de Gales y el entonces príncipe Carlos. El 8 de septiembre, Jackson entró en el libro Guinness de los récords, la primera de tres veces en la gira. Los espectáculos de Wembley fueron asistidos por un récord de 504.000 personas. La gerencia también le otorgó un premio especial. El 30 de julio, NBC transmitió Michael Jackson Around the World, un especial de 1 hora y media documentando al cantante en gira. El 29 de agosto, después de una actuación de cumpleaños en Leeds, Jackson donó $130,000 a Give For Life. El último espectáculo europeo se llevó a cabo en Liverpool el 11 de septiembre, organizado en el Circuito de Aintree. 1.550 aficionados fueron reportados como heridos entre la multitud de 125.000.
El 26 de septiembre de 1988, Jackson recorrió los Estados Unidos por segunda vez. El 23 de octubre, donó $125,000, el producto neto a su primer espectáculo en Detroit, al Museo Motown de la ciudad. La gira americana sola recaudó un total de $20.3 millones, la sexta más grande del año. La gira estaba planeada para terminar en Tokio, pero Jackson sufrió de cuerdas vocales hinchadas después del tercero de ocho conciertos en Los Ángeles en noviembre. Los otros cinco fueron reprogramados para enero de 1989. Durante el espectáculo del 11 de diciembre en Tokio, Ayana Takada, de nueve años de edad, fue seleccionada para recibir un certificado de Jackson para conmemorar a los cuatro millones de personas que asistieron a la gira.
Cinco conciertos en Los Ángeles se celebraron para concluir la gira el 27 de enero de 1989. En 1 año y 4 meses, Jackson realizó 123 conciertos en 15 países a una audiencia de 4,4 millones, por un total bruto de $125,8 millones de dólares. La gira americana sola recaudó un total de $20.3 millones, la sexta más grande del año. El libro Guinness de los récords reconoció la gira como la mayor recaudación de fondos en la historia y la gira por actuar a la mayoría de la gente. En abril de 1989, la gira fue nominada para la “Gira del Año 1988” en la inauguración de los International Rock Awards. Perdió ante Amnesty International.

## Actos de apertura
- Kim Wilde (Europa)[39]
- Taylor Dayne (Europa—Fechas seleccionadas)[40]

## Setlist

### 1987
Setlist de 1987
1. "Wanna Be Startin' Somethin'"
2. "Things I Do for You"
3. "Off the Wall"
4. "Human Nature"
5. "This Place Hotel"
6. "She's Out of My Life"
7. The Jackson 5 Medley: "I Want You Back"/ "The Love You Save"/ "I'll Be There"
8. "Rock with You"
9. "Lovely One"
10. "Bad Groove" Sección improvisada de la banda
11. "Workin' Day and Night"
12. "Beat It"
13. "Billie Jean"
14. "Shake Your Body (Down to the Ground)"1
15. "Thriller"
16. "I Just Can't Stop Loving You" dueto con Sheryl Crow
17. "Bad"

1Contiene extractos de "Don't Stop 'Til You Get Enough"

### 1988
Setlist de 1988 (Segunda etapa de la gira)
1. "Wanna Be Startin' Somethin'"
2. "This Place Hotel"
3. "Another Part of Me"
4. "I Just Can't Stop Loving You" dueto con Sheryl Crow
5. "She's Out of My Life"
6. The Jackson 5 Medley: "I Want You Back" / "The Love You Save" / "I'll Be There"
7. "Rock with You"
8. "Human Nature"
9. "Smooth Criminal"
10. "Dirty Diana"
11. "Thriller"
12. "Bad Groove" Sección improvisada de la banda
13. "Workin' Day and Night"
14. "Beat It"
15. "Billie Jean"
16. "Bad"
17. "The Way You Make Me Feel"
18. "Man in the Mirror"

### 1988-1989
Setlist de 1988-1989 (Regreso a Norteamérica, Japón y últimos conciertos en Los Ángeles)
1. "Wanna Be Startin' Somethin'"
2. "This Place Hotel"
3. "Another Part of Me"
4. "Human Nature"
5. "Smooth Criminal"
6. "I Just Can't Stop Loving You" dueto con Sheryl Crow
7. "She's Out of My Life"
8. The Jackson 5 Medley: "I Want You Back" / "The Love You Save" / "I'll Be There"
9. "Rock with You"
10. "Thriller"
11. "Bad Groove" Sección improvisada de la banda
12. "Workin' Day and Night"
13. "Beat It"
14. "Billie Jean"
15. "Bad"
16. "The Way You Make Me Feel"
17. "Man in the Mirror"

## Fechas del Tour
| #                    | día mes y año            | Ciudad           | País o continente | Lugar o estadio                                     | Asistencia por concierto |
| -------------------- | ------------------------ | ---------------- | ----------------- | --------------------------------------------------- | ------------------------ |
| Primera etapa (1987) |                          |                  |                   |                                                     |                          |
| Japón I              |                          |                  |                   |                                                     |                          |
| 1                    | 12 de septiembre de 1987 | Tokio            | Japón             | Korakuen Stadium                                    | 120,000                  |
| 2                    | 13 de septiembre de 1987 | Tokio            | Japón             | Korakuen Stadium                                    | 120,000                  |
| 3                    | 14 de septiembre de 1987 | Tokio            | Japón             | Korakuen Stadium                                    | 120,000                  |
| 4                    | 19 de septiembre de 1987 | Osaka            | Japón             | Estadio Koshien                                     | 105,000                  |
| 5                    | 20 de septiembre de 1987 | Osaka            | Japón             | Estadio Koshien                                     | 105,000                  |
| 6                    | 21 de septiembre de 1987 | Osaka            | Japón             | Estadio Koshien                                     | 105,000                  |
| 7                    | 25 de septiembre de 1987 | Tokio            | Japón             | Estadio de Yokohama                                 | 150,000                  |
| 8                    | 26 de septiembre de 1987 | Tokio            | Japón             | Estadio de Yokohama                                 | 150,000                  |
| 9                    | 27 de septiembre de 1987 | Tokio            | Japón             | Estadio de Yokohama                                 | 150,000                  |
| 10                   | 3 de octubre de 1987     | Tokio            | Japón             | Estadio de Yokohama                                 | 150,000                  |
| 11                   | 4 de octubre de 1987     | Tokio            | Japón             | Estadio de Yokohama                                 | 150,000                  |
| 12                   | 10 de octubre de 1987    | Osaka            | Japón             | Estadio Yanmar Nagai                                | 75,000                   |
| 13                   | 11 de octubre de 1987    | Osaka            | Japón             | Estadio Yanmar Nagai                                | 75,000                   |
| 14                   | 12 de octubre de 1987    | Osaka            | Japón             | Estadio Yanmar Nagai                                | 75,000                   |
| Australia            |                          |                  |                   |                                                     |                          |
| 15                   | 13 de noviembre de 1987  | Melbourne        | Australia         | Olympic Park Stadium                                | 45,000                   |
| 16                   | 20 de noviembre de 1987  | Sídney           | Australia         | Parramatta Stadium                                  | 45,000                   |
| 17                   | 21 de noviembre de 1987  | Sídney           | Australia         | Parramatta Stadium                                  | 45,000                   |
| 18                   | 27 de noviembre de 1987  | Brisbane         | Australia         | Estadio Suncorp                                     | 27,000                   |
| 19                   | 28 de noviembre de 1987  | Brisbane         | Australia         | Estadio Suncorp                                     | 27,000                   |
| Segunda Parte (1988) |                          |                  |                   |                                                     |                          |
| Norteamérica I       |                          |                  |                   |                                                     |                          |
| 20                   | 23 de febrero de 1988    | Kansas City      | Estados Unidos    | Kemper Arena                                        | 34,000                   |
| 21                   | 24 de febrero de 1988    | Kansas City      | Estados Unidos    | Kemper Arena                                        | 34,000                   |
| 22                   | 3 de marzo de 1988       | Nueva York       | Estados Unidos    | Madison Square Garden                               | 57,000                   |
| 23                   | 4 de marzo de 1988       | Nueva York       | Estados Unidos    | Madison Square Garden                               | 57,000                   |
| 24                   | 5 de marzo de 1988       | Nueva York       | Estados Unidos    | Madison Square Garden                               | 57,000                   |
| 25                   | 12 de marzo de 1988      | Saint Louis      | Estados Unidos    | Saint Louis Arena                                   | 36,000                   |
| 26                   | 13 de marzo de 1988      | Saint Louis      | Estados Unidos    | Saint Louis Arena                                   | 36,000                   |
| 27                   | 18 de marzo de 1988      | Indianápolis     | Estados Unidos    | Market Square Arena                                 | 34,000                   |
| 28                   | 19 de marzo de 1988      | Indianápolis     | Estados Unidos    | Market Square Arena                                 | 34,000                   |
| 29                   | 20 de marzo de 1988      | Louisville       | Estados Unidos    | Freedom Hall                                        | 19,000                   |
| 30                   | 23 de marzo de 1988      | Denver           | Estados Unidos    | McNichols Sports Arena                              | 40,000                   |
| 31                   | 24 de marzo de 1988      | Denver           | Estados Unidos    | McNichols Sports Arena                              | 40,000                   |
| 32                   | 30 de marzo de 1988      | Hartford         | Estados Unidos    | XL Center                                           | 60,000                   |
| 33                   | 31 de marzo de 1988      | Hartford         | Estados Unidos    | XL Center                                           | 60,000                   |
| 34                   | 1 de abril de 1988       | Hartford         | Estados Unidos    | XL Center                                           | 60,000                   |
| 35                   | 8 de abril de 1988       | Houston          | Estados Unidos    | The Summit                                          | 60,000                   |
| 36                   | 9 de abril de 1988       | Houston          | Estados Unidos    | The Summit                                          | 60,000                   |
| 37                   | 10 de abril de 1988      | Houston          | Estados Unidos    | The Summit                                          | 60,000                   |
| 38                   | 13 de abril de 1988      | Atlanta          | Estados Unidos    | The Omni                                            | 69,000                   |
| 39                   | 14 de abril de 1988      | Atlanta          | Estados Unidos    | The Omni                                            | 69,000                   |
| 40                   | 15 de abril de 1988      | Atlanta          | Estados Unidos    | The Omni                                            | 69,000                   |
| 41                   | 19 de abril de 1988      | Chicago          | Estados Unidos    | Allstate Arena                                      | 75,000                   |
| 42                   | 20 de abril de 1988      | Chicago          | Estados Unidos    | Allstate Arena                                      | 75,000                   |
| 43                   | 21 de abril de 1988      | Chicago          | Estados Unidos    | Allstate Arena                                      | 75,000                   |
| 44                   | 25 de abril de 1988      | Dallas           | Estados Unidos    | Reunion Arena                                       | 60,000                   |
| 45                   | 26 de abril de 1988      | Dallas           | Estados Unidos    | Reunion Arena                                       | 60,000                   |
| 46                   | 27 de abril de 1988      | Dallas           | Estados Unidos    | Reunion Arena                                       | 60,000                   |
| 47                   | 4 de mayo de 1988        | Mineapolis       | Estados Unidos    | Met Center                                          | 63,000                   |
| 48                   | 5 de mayo de 1988        | Mineapolis       | Estados Unidos    | Met Center                                          | 63,000                   |
| 49                   | 6 de mayo de 1988        | Mineapolis       | Estados Unidos    | Met Center                                          | 63,000                   |
| Europa               |                          |                  |                   |                                                     |                          |
| 50                   | 23 de mayo de 1988       | Roma             | Italia            | Estadio Flaminio                                    | 160,000                  |
| 53                   | 2 de junio de 1988       | Viena            | Austria           | Praterstadion                                       | 60,000                   |
| 54                   | 5 de junio de 1988       | Róterdam         | Países Bajos      | Stadion Feyenoord                                   | 144,000                  |
| 55                   | 6 de junio de 1988       | Róterdam         | Países Bajos      | Stadion Feyenoord                                   | 144,000                  |
| 56                   | 7 de junio de 1988       | Róterdam         | Países Bajos      | Stadion Feyenoord                                   | 144,000                  |
| 57                   | 11 de junio de 1988      | Gotemburgo       | Suecia            | Eriksburg Shipyard                                  | 106,000                  |
| 58                   | 12 de junio de 1988      | Gotemburgo       | Suecia            | Eriksburg Shipyard                                  | 106,000                  |
| 59                   | 16 de junio de 1988      | Basilea          | Suiza             | St. Jakob Stadium                                   | 59,000                   |
| 60                   | 19 de junio de 1988      | Berlín           | Alemania          | Platz der Republik (Reichstag Building/Berlin Wall) | 58,000                   |
| 61                   | 27 de junio de 1988      | París            | Francia           | Stade Parc des Princes                              | 128,000                  |
| 62                   | 28 de junio de 1988      | París            | Francia           | Stade Parc des Princes                              | 128,000                  |
| 63                   | 1 de julio de 1988       | Hamburgo         | Alemania          | Volksparkstadion                                    | 60,000                   |
| 64                   | 3 de julio de 1988       | Colonia          | Alemania          | Mungersdorfer Stadium                               | 70,000                   |
| 65                   | 8 de julio de 1988       | Múnich           | Alemania          | Olympiastadion                                      | 72,000                   |
| 66                   | 10 de julio de 1988      | Hockenheim       | Alemania          | Hockenheimring                                      | 80,000                   |
| 67                   | 14 de julio de 1988      | Londres          | Reino Unido       | Wembley Stadium                                     | 360,000                  |
| 68                   | 15 de julio de 1988      | Londres          | Reino Unido       | Wembley Stadium                                     | 360,000                  |
| 69                   | 16 de julio de 1988      | Londres          | Reino Unido       | Wembley Stadium                                     | 360,000                  |
| 70                   | 22 de julio de 1988      | Londres          | Reino Unido       | Wembley Stadium                                     | 360,000                  |
| 71                   | 23 de julio de 1988      | Londres          | Reino Unido       | Wembley Stadium                                     | 360,000                  |
| 72                   | 26 de julio de 1988      | Cardiff          | Reino Unido       | Cardiff Arms Park                                   | 60,000                   |
| 73                   | 30 de julio de 1988      | Cork             | Irlanda           | Páirc Uí Chaoimh                                    | 120,000                  |
| 74                   | 31 de julio de 1988      | Cork             | Irlanda           | Páirc Uí Chaoimh                                    | 120,000                  |
| 75                   | 5 de agosto de 1988      | Marbella         | España            | Estadio Municipal de Marbella                       | 40,000                   |
| 76                   | 7 de agosto de 1988      | Madrid           | España            | Estadio Vicente Calderón                            | 60,000                   |
| 77                   | 9 de agosto de 1988      | Barcelona        | España            | Camp Nou                                            | 60,000                   |
| 78                   | 12 de agosto de 1988     | Niza             | Francia           | Stade Charles Ehrmann                               | 50,000                   |
| 79                   | 14 de agosto de 1988     | Montpellier      | Francia           | Stade Richter                                       | 70,000                   |
| 80                   | 19 de agosto de 1988     | Lausana          | Suiza             | Stade de La Pontaise                                | 45,000                   |
| 81                   | 21 de agosto de 1988     | Wurzburgo        | Alemania          | Talavera Wiesen                                     | 43,000                   |
| 82                   | 23 de agosto de 1988     | Werchter         | Bélgica           | Festival Grounds                                    | 55,000                   |
| 83                   | 26 de agosto de 1988     | Londres          | Reino Unido       | Wembley Stadium                                     | 144,000                  |
| 84                   | 27 de agosto de 1988     | Londres          | Reino Unido       | Wembley Stadium                                     | 144,000                  |
| 85                   | 29 de agosto de 1988     | Leeds            | Reino Unido       | Roundhay Park                                       | 90,000                   |
| 86                   | 2 de septiembre de 1988  | Hannover         | Alemania          | Niedersachsenstadion                                | 54,000                   |
| 87                   | 4 de septiembre de 1988  | Gelsenkirchen    | Alemania          | Parkstadion                                         | 60,000                   |
| 88                   | 6 de septiembre de 1988  | Linz             | Austria           | Linzer Stadium                                      | 45,000                   |
| 89                   | 10 de septiembre de 1988 | Milton Keynes    | Reino Unido       | The Bowl                                            | 60,000                   |
| 90                   | 11 de septiembre de 1988 | Liverpool        | Reino Unido       | Aintree Racecourse                                  | 125,000                  |
| Norteamérica II      |                          |                  |                   |                                                     |                          |
| 91                   | 26 de septiembre de 1988 | Pittsburgh       | Estados Unidos    | Civic Arena                                         | 48,000                   |
| 92                   | 27 de septiembre de 1988 | Pittsburgh       | Estados Unidos    | Civic Arena                                         | 48,000                   |
| 93                   | 28 de septiembre de 1988 | Pittsburgh       | Estados Unidos    | Civic Arena                                         | 48,000                   |
| 94                   | 3 de octubre de 1988     | Nueva York       | Estados Unidos    | Meadowlands Arena                                   | 60,000                   |
| 95                   | 4 de octubre de 1988     | Nueva York       | Estados Unidos    | Meadowlands Arena                                   | 60,000                   |
| 96                   | 5 de octubre de 1988     | Nueva York       | Estados Unidos    | Meadowlands Arena                                   | 60,000                   |
| 97                   | 10 de octubre de 1988    | Cleveland        | Estados Unidos    | Richfield Coliseum                                  | 38,000                   |
| 98                   | 11 de octubre de 1988    | Cleveland        | Estados Unidos    | Richfield Coliseum                                  | 38,000                   |
| 99                   | 13 de octubre de 1988    | Washington, D.C. | Estados Unidos    | Capital Centre                                      | 70,000                   |
| 100                  | 17 de octubre de 1988    | Washington, D.C. | Estados Unidos    | Capital Centre                                      | 70,000                   |
| 101                  | 18 de octubre de 1988    | Washington, D.C. | Estados Unidos    | Capital Centre                                      | 70,000                   |
| 102                  | 19 de octubre de 1988    | Washington, D.C. | Estados Unidos    | Capital Centre                                      | 70,000                   |
| 103                  | 24 de octubre de 1988    | Detroit          | Estados Unidos    | The Palace of Auburn Hills                          | 51,000                   |
| 104                  | 25 de octubre de 1988    | Detroit          | Estados Unidos    | The Palace of Auburn Hills                          | 51,000                   |
| 105                  | 26 de octubre de 1988    | Detroit          | Estados Unidos    | The Palace of Auburn Hills                          | 51,000                   |
| 106                  | 7 de noviembre de 1988   | Los Ángeles      | Estados Unidos    | Irvine Meadows Amphitheater                         | 45,000                   |
| 107                  | 8 de noviembre de 1988   | Los Ángeles      | Estados Unidos    | Irvine Meadows Amphitheater                         | 45,000                   |
| 108                  | 9 de noviembre de 1988   | Los Ángeles      | Estados Unidos    | Irvine Meadows Amphitheater                         | 45,000                   |
| 109                  | 13 de noviembre de 1988  | Los Ángeles      | Estados Unidos    | Memorial Sports Arena                               | 18,000                   |
| Japón II             |                          |                  |                   |                                                     |                          |
| 110                  | 9 de diciembre de 1988   | Tokio            | Japón             | Tokyo Dome                                          | 405,000                  |
| 111                  | 10 de diciembre de 1988  | Tokio            | Japón             | Tokyo Dome                                          | 405,000                  |
| 112                  | 11 de diciembre de 1988  | Tokio            | Japón             | Tokyo Dome                                          | 405,000                  |
| 113                  | 17 de diciembre de 1988  | Tokio            | Japón             | Tokyo Dome                                          | 405,000                  |
| 114                  | 18 de diciembre de 1988  | Tokio            | Japón             | Tokyo Dome                                          | 405,000                  |
| 115                  | 19 de diciembre de 1988  | Tokio            | Japón             | Tokyo Dome                                          | 405,000                  |
| 116                  | 24 de diciembre de 1988  | Tokio            | Japón             | Tokyo Dome                                          | 405,000                  |
| 117                  | 25 de diciembre de 1988  | Tokio            | Japón             | Tokyo Dome                                          | 405,000                  |
| 118                  | 26 de diciembre de 1988  | Tokio            | Japón             | Tokyo Dome                                          | 405,000                  |
| Norteamérica III     |                          |                  |                   |                                                     |                          |
| 119                  | 16 de enero de 1989      | Los Ángeles      | Estados Unidos    | Memorial Sports Arena                               | 90,000                   |
| 120                  | 17 de enero de 1989      | Los Ángeles      | Estados Unidos    | Memorial Sports Arena                               | 90,000                   |
| 121                  | 18 de enero de 1989      | Los Ángeles      | Estados Unidos    | Memorial Sports Arena                               | 90,000                   |
| 122                  | 26 de enero de 1989      | Los Ángeles      | Estados Unidos    | Memorial Sports Arena                               | 90,000                   |
| 123                  | 27 de enero de 1989      | Los Ángeles      | Estados Unidos    | Memorial Sports Arena                               | 90,000                   |

## Integrantes
- Voz principal y coros: Michael Jackson
- Coristas: Kevin Dorsey, Darryl Phinnessee, Dorian Holley, Sheryl Crow
- Sintetizadores: Greg Phillinganes Rory Kaplan Christopher Currell
- Guitarra rítmica: Jon Clarke
- Batería: Ricky Lawson
- Guitarra principal: Jennifer Batten
- Bajo y Keytar: Don Boyette

## Créditos
Tour Staf
- Director Ejecutivo: MJJ Productions
- Productor Ejecutivo: Frank DiLeo
- Coordinador: Sal Bonafede
- Abogados: Ziffren, Brittenham & Branca
- Gestión de Empresas: Gelfand, Rennert & Feldman
- Relaciones Públicas: Solters/Roskin/Friedman Inc.
- Grupo Coordinador: Nelson Hayes
- Asistente de Michael Jackson: Mary Coller
- MJJ Producción Personal: Miko Brando, Martha Browning
- Asistente de Mr. DiLeo: Meredith Besser
- Asistente de Mr. Bonafede: Marcia Gilbreath
- Director de Seguridad: Bill Bray
- Ejecutivo Intérprete: Patrick Nopakun
- Gracias al especial: Kenny Rogers
- Asistente de Director: Jolie Levine
- Coreografiado por: Michael Jackson
- Asistente de Coreografía y Estadiaje: Vincent Paterson
- Diseñado por el conjunto: Tom McPhilips
- Lighting Designer: Allen Branton
- Hair & Make-up: Karen Faye
- Tour Fotógrafo: Sam Emerson, Harrison Funk (Michael se reintegró en Europa 1988)